# Универсальная газовая постоянная
Универса́льная га́зовая постоя́нная — константа, численно равная работе расширения одного моля идеального газа в изобарном процессе при увеличении температуры на 1 К. Равна произведению постоянной Больцмана и числа Авогадро. Обозначается латинской буквой R.

## Общая информация
И. П. Алымов (1865), Цейнер (1866), Гульдберг (1867), Горстман (1873) и Д. И. Менделеев (1874) пришли к выводу, что произведение индивидуальной для каждого газа постоянной в уравнении Клапейрона на молекулярный вес μ газа должно быть постоянной для всех газов величиной. Д. И. Менделеев вычислил значение константы R, используя закон Авогадро, согласно которому 1 моль различных газов при одинаковом давлении и температуре занимает одинаковый объём {\displaystyle (V_{\mu }).}
Входит в уравнение состояния идеального газа
{\displaystyle p={RT \over {V_{\mu }}},} в формулу для коэффициента диффузии сферических броуновских частиц
{\displaystyle D={\frac {RT}{6N_{\mathrm {A} }\pi a\xi }}} и в ряд других уравнений молекулярно-кинетической теории.
В Международной системе единиц (СИ) универсальная газовая постоянная, в силу точно установленных численных значений постоянных Авогадро и Больцмана, в точности равна
R = 8,314 462 618 153 24 Дж/(моль∙К).
В системе СГС универсальная газовая постоянная равна R = 83 144 626,181 532 4 эрг/(моль∙К) (точно).
Универсальная газовая постоянная равна разности молярных теплоёмкостей идеального газа при постоянном давлении и постоянном объёме: {\displaystyle R=c_{P}-c_{V}.} Кроме того, поскольку отношение теплоёмкостей данного идеального газа является его показателем адиабаты {\displaystyle \gamma =c_{P}/c_{V},} можно записать следующие соотношения:
{\displaystyle c_{V}={\frac {1}{\gamma -1}}R,}
{\displaystyle c_{P}={\frac {\gamma }{\gamma -1}}R.}
У идеального газа показатель адиабаты связан с числом степеней свободы f молекулы соотношением {\displaystyle \gamma =1+{\frac {2}{f}},} что позволяет сразу вычислять молярные теплоёмкости газов, близких к идеальным. Например, для воздуха (в основном двухатомного газа, молекулы которого при комнатной температуре обладают тремя поступательными и двумя вращательными степенями свободы, f = 3+2 = 5) показатель адиабаты γ = 1 + 2/5 = 7/5, откуда {\displaystyle c_{V}\approx {\frac {5}{2}}R,} {\displaystyle c_{P}\approx {\frac {7}{2}}R.} Для аргона (одноатомного газа) у молекулы есть лишь три поступательные степени свободы, откуда γ = 1 + 2/3 = 5/3, а теплоёмкости {\displaystyle c_{V}\approx {\frac {3}{2}}R,} {\displaystyle c_{P}\approx {\frac {5}{2}}R.}
Эти соотношения обусловлены законом равнораспределения энергии по степеням свободы, утверждающим, что в тепловом равновесии при температуре T на одну степень свободы вращательного и поступательного движения молекулы приходится в среднем энергия, равная (1/2)kT, а на одну колебательную степень свободы — энергия kT; здесь k — постоянная Больцмана. Для большинства двухатомных газов при комнатной температуре колебательные степени свободы не возбуждаются (это проявление квантового характера осцилляций молекулы), и их не нужно учитывать. При увеличении температуры на 1 К при постоянном объёме энергия каждой молекулы газа по каждой кинетической степени свободы в среднем увеличивается на k/2, а энергия 1 моля газа (число Авогадро молекул, NA) — на NAk/2. Так, энергия молекулы одноатомного газа увеличивается на {\displaystyle {\frac {3}{2}}k}, а энергия моля такого газа — на {\displaystyle c_{V}={\frac {3}{2}}R.} Отсюда становится понятной связь между универсальной газовой константой, постоянной Больцмана и числом Авогадро: {\displaystyle R=N_{\mathrm {A} }k.}
Универсальная газовая постоянная возникает и в приложениях термодинамики, относящихся к жидкостям и твёрдым телам. Так, эмпирический закон Дюлонга — Пти утверждает, что при комнатной температуре молярная теплоёмкость твёрдых простых веществ близка к 3R. Он объясняется тем, что атом в кристаллической решётке имеет три колебательные степени свободы, то есть согласно закону равнораспределения на каждый атом приходится в среднем 3kT/2 кинетической и столько же потенциальной энергии. Отсюда моль атомов обладает тепловой энергией {\displaystyle 3N_{\mathrm {A} }k=3R.} Этот закон выполняется лишь при абсолютных температурах, значительно превышающих так называемую температуру Дебая для данного вещества, которая определяет необходимость учёта квантовой статистики при низких температурах. 
Иногда рассматривается также индивидуальная газовая постоянная конкретного газа, равная отношению R к молекулярной массе данного газа (или к средней молекулярной массе смеси газов): R′ = R / μ. Для сухого воздуха R′ ≈ 287 Дж/(кг∙К), для водорода 4125 Дж/(кг∙К).

## Связь между газовыми константами
Как показано выше, универсальная газовая постоянная выражается через произведение постоянной Больцмана и числа Авогадро:
{\displaystyle R=kN_{\mathrm {A} }.}
Постоянную Больцмана используют в формулах, описывающих изучаемое явление или поведение рассматриваемого объекта с микроскопической точки зрения (см. Молекулярно-кинетическая теория, Статистическая физика, Физическая кинетика), тогда как универсальная газовая постоянная более удобна при расчетах, касающихся макроскопических систем, когда число частиц задано в молях.